# Оливье де Блуа
Оливье де Блуа (фр. Olivier de Blois; род. не ранее 1387 — 1433) — граф де Пентьевр, виконт Лиможа, сеньор д’Авен и де Ландреси с 1404 года. Старший сын Жана I де Шатильона и Маргариты де Клиссон, дочери Оливье де Клиссона.
Претендовал на герцогство Бретань. В феврале 1420 года по наущению матери хитростью захватил в плен герцога Жана V. Началась война, в результате которой Оливье де Блуа уже через несколько недель потерпел поражение и был изгнан из Пентьевра с конфискацией всех бретонских владений. У него остались только виконтство Лимож и сеньории в Нидерландах.
Кроме того, во время бегства от герцога он по пути в Эно был схвачен людьми маркграфа баденского, и освободился только после уплаты выкупа в 30 тысяч золотых экю.
Оливье де Блуа умер 28 сентября 1433 года. Его наследником стал младший брат — Жан де Шатильон, которому он ещё при жизни передал часть владений.

## Семья
Оливье де Блуа был женат дважды.
- Первая жена (свадьба 22 июля 1406) — Изабелла Бургундская (1395—1412), дочь герцога Жана Бесстрашного. Детей не было.
- Вторая жена (свадьба после 1428 года) — Жанна де Лален, дама де Кьеврен (ум. 1462), дочь Симона IV де Лалена. Двое детей умерли во младенчестве.

От не известной по имени любовницы у него была дочь — Маргарита де Шатильон-Блуа (1420—1484), которая вышла замуж за Бранделиса де Комона.